# Tjellesen Max Jenne
Tjellesen Max Jenne A/S er en af to godkendte danske lægemiddelgrossister, der sælger medicin og andre varer til de danske apoteker og sygehusapoteker. Dens konkurrent er Nomeco. Tjellesen Max Jenne A/S blev grundlagt i 2009 som et resultat af fusionen mellem K.V. Tjellesen A/S og A/S Max Jenne, der hhv. blev grundlagt 1909 og i 1919.
Tjellesen Max Jenne A/S er ejet af investeringsfonden Erhvervsinvest.

## Eksterne kilder og henvisninger
TMJ's hjemmeside
| Apoteksvæsen | Spire Denne artikel om apoteksvæsen er en spire som bør udbygges. Du er velkommen til at hjælpe Wikipedia ved at udvide den. |

55°42′12.0″N 12°26′00.0″Ø / 55.703333°N 12.433333°Ø